# Architarbus
L'Architarbus Scudder, 1868 è un genere di aracnide estinto.

## Tassonomia
Tra gli artropodi fossili attribuiti a questo genere ci sono:
- Architarbus angulatus †
- Architarbus elegans  †
- Architarbus mayasi Nindel, 1955 †
- Architarbus minor Petrukevitch †
- Architarbus rotundatus Scudder, 1868 †

- Architarbus elongatus Scudder, 1890 † accettata come Opiliotarbus elongatus (Scudder, 1890) †
- Architarbus hoffmanni Petrunkevitch, 1953 † accettata come Goniotarbus sarana Guthörl, 1965 †
- Architarbus silesiacus Römer, 1876 † accettata come Vratislavia silesiacus (Römer, 1876) †
- Architarbus subovalis Woodward, 1872 † accettata come Phalangiotarbus subovalis (Woodward, 1872) †